# Те (група)
„Те“ е българска музикална група. Стилът ѝ е съчетание от поп, рок, джаз и електронна музика.

## История
Групата е основана през 2000 г. от бившия клавирист на „Акага“ Ясен Велчев. Към него се присъединяват Венко Поромански и Ивайло Звездомиров, а вокалист е Любо Киров. През 2001 групата издава дебютния си албум „Местоимения“. За него печелят наградата на предаването „МелоТиВиМания“ за дебют на годината и стават група на годината в класацията на БНТ. Песните „Има ли цветя“ и „All Right“ (с участието на Мария Илиева) стават хитове. През 2003 г. излиза вторият албум на „Те“ – „Разли4ен“. Групата отново печели награда за група на годината, а следващата година е определена от БГ Радио за най-добра група на живо.
През 2007 г. Любо Киров напуска групата и започва самостоятелна кариера. На негово място в групата е Преслава Пейчева, преди това участвала в „Мюзик Айдъл“. От 2011 г. барабанист е Стоян Янкулов – Стунджи.

## Дискография
- 2001 – „Местоимения“
- 2003 – „Разли4ен“